# Concours chorégraphique international de Bagnolet
Le Ballet pour demain : Concours chorégraphique international de Bagnolet était un concours annuel organisé par la ville de Bagnolet en Seine-Saint-Denis et le centre chorégraphique entre 1969 et 1985. Il permettait aux jeunes danseurs et chorégraphes de se faire connaître internationalement.

## Historique
Le danseur et chorégraphe Jaque Chaurand, crée en 1961 un centre chorégraphique (premier en France) avec le soutien de Jacqueline Chonavel, députée-maire de la ville de Bagnolet. Ces objectifs étaient la danse pour tous, une formation de danseurs, à terme une compagnie et des chorégraphes.  
En 1969, il crée Le « Ballet pour demain » avec la participation du centre chorégraphique (association loi de 1901) et grâce au soutien de Bernard Hébette, maire-adjoint chargé de la culture, Josette Dumeix, responsable de la culture. Ce premier concours réunit sept chorégraphes lors de la fête de Bagnolet. Ils seront plus de cent compagnies, dix-sept ans après. Il est destiné à des chorégraphes venant de tous bords chorégraphiques 
En 1981 ont lieu les « Assises de la danse » pendant le 12e concours, à la suite de l'intervention à l'Assemblée nationale de Jack Ralite, député communiste. Elles ont réuni plus de 100 participants (danseurs chorégraphes, Ministère, journalistes, structures..) pour réfléchir sur les conditions de la Danse en France, ce qui a abouti au Rapport des Assises qui a été remis au Ministère. Ce qui a entrainé : un rapport de la Commission d'études pour la Danse du Ministère de la Culture en 1983, un manifeste des danseurs au Ministère en 1985 et la création de la Délégation à la Danse en 1987.
Le Ballet pour demain a permis de révéler des danseurs et chorégraphes de la Nouvelle danse française dès les années 1975 où des propositions de contrats se sont ensuivies : Pont-à-Mousson, Festival d'Avignon, Jeunesse musicale de France, Théâtre de la Ville, Maison de la Culture 93, Festival d'Automne (forum de la Danse), Festival Estival de Paris…
1985 17e année et dernier concours du Ballet pour demain, Direction Jaque Chaurand.
En 1986, il est remplacé par « Les rencontres chorégraphiques de Bagnolet » avec pour direction Bernadette Bonis et un conseil artistique.  
En 1987, le concours est suspendu.
Le concours renaît en 1988 sous le nouveau nom de Rencontres chorégraphiques internationales de Seine-Saint-Denis et devient biennal. Il est placé sous la direction de Lorrina Niclas, qu'Anita Mathieu remplace en 2002. Les Rencontres deviennent alors un festival de danse contemporaine,,.

## Lauréats du concours de 1969 à 1988
- 1969

Prix de chorégraphie : Édith Lamery
Prix de Compagnie : Centre chorégraphique de Bagnolet, Jaque Chaurand
- 1970

1er Prix de chorégraphie : Aline Roux
2e Prix de chorégraphie : Ricardo Nuñez
1er Prix de compagnie : Ballet Ricardo Nuñez
1er Prix des décors et costumes : Jean Pomarès, Alain Deshaye
- 1971

Catégorie Professionnels
1er Prix de chorégraphie : Claudine Allegra
2e Prix de chorégraphie : Jacques Namont
1er Prix de compagnie : Catherine Atlani
Catégorie Amateurs
1er Prix de chorégraphie : Charles Beauchart et l'Ensemble Nucleus pour le spectacle Prétextes
2e Prix de chorégraphie : Mireille Arguel
3e Prix de chorégraphie : Brigitte Lejeune
1er Prix de compagnie : Jean Pomarès et le Ballet de la Jeunesse
2e Prix de compagnie : Ensemble Nucleus
- 1972

Catégorie Professionnels
Mentions spéciales : Claire Tallia, Alberte Raynaud
Mention aux interprètes : Bernadette Tabour, Francis Heranger de la Compagnie Tallia
Catégorie Amateurs
1er Prix de chorégraphie : Mireille Arguel
2e Prix de chorégraphie : Pierrette Périchon
Prix de compagnie : Maryelle Stephane Ballet Mikaël Kerjean
Mention spéciale pour Pierre Nayert
- 1973

Catégorie Professionnels
1er Prix de chorégraphie : Cynthia Briggs
1er Prix de compagnie Jean Pomarès et le Ballet de la Jeunesse
Catégorie Amateurs
1er Prix de chorégraphie : David Fielden
1er Prix de compagnie : Laurette Fouquet
2e Prix de compagnie : Anne-Marie Guntz
- 1974

Catégorie Professionnels
1er Prix de chorégraphie : David Fielden
1er Prix de compagnie : Gigi Caciuleanu
Catégorie Amateurs
1er Prix de chorégraphie : Félicette Chazerand
2e Prix de chorégraphie : Jean Masse
1er Prix de compagnie : Sandra Dieken
Prix de l'Humour : Pierrette Perrichon
- 1975

Catégorie Professionnels
1er Prix de chorégraphie : Royston Maldom
2e Prix de chorégraphie : Pat O'Bine
3e Prix de chorégraphie : Susanne Linke
Prix de la Recherche : Pat O'Bine
Catégorie Amateurs
1er Prix ex aequo de chorégraphie : Sylvie Tarraube-Martigny, Titane Saint-Hubert
1er Prix ex aequo de compagnie : Titane Saint-Hubert, Sylvie Tarraube-Martigny
Mention spéciale à Guillermo Palomares pour son ballet S.O.S Vietnam
- 1976

Catégorie Professionnels
1er Prix ex aequo de chorégraphie : Dominique Bagouet avec mention Recherche, Charles Mandafounis
3e Prix de chorégraphie : Molly Molloy
4e Prix de chorégraphie  : Francisco Miranda
Prix de la Fondation de la danse : Jean-Claude Gallotta
Catégorie Amateurs
1er Prix de chorégraphie : Odile Cougoule
- 1977

Catégorie Professionnels
1er Prix de chorégraphie : Jean-Claude Ramseyer
2e Prix de chorégraphie : Jean Rochereau
Prix de l'Humour : Jean-Claude Ramseyer
Mention spéciale du Jury : Reinhilde Hoffman
Catégorie Non Professionnels
1er Prix de chorégraphie : Stéphane Bricard-Hampe
2e Prix de chorégraphie : Ella Jaroszewicz
Prix de Recherche : Charles-Henri Pirat
Mention : Karine Saporta, Matt Mattox, Jacqueline Robinson
- 1978

Catégorie Professionnels
1er Prix de chorégraphie : Maguy Marin
2e Prix de chorégraphie : Alejandro Witzmann-Anaya
Prix option enfance  : Alejandro Witzmann-Anaya
Catégorie non professionnels
1er Prix de chorégraphie : Alain de Raucourt, Anne Winteler
2e Prix de chorégraphie : Monique Prigent, Katherine Sehnert
Prix de l'humour : Dominique Boivin
Mention : Pascale Braun, Jean-Christophe Paré
- 1979

Catégorie Professionnels
Le Jury ne décerne pas de 1er Prix
2e Prix de chorégraphie : Agnès Denis
3e Prix de chorégraphie : Elsa Pantaleon, Marie-Elena Breuker
Prix Jeunesse et Enfance : Agnès Denis
Prix du Ministère de la Culture et de la Communication : Agnès Denis
Mention Spéciale du Jury : Cécile Louvel, Christine Gerard, Jean Gaudin
Mention du Ministère : Daria Faïn, Jean-Charles Gil, Robert Richeron
Catégorie Non Professionnels
1er Prix de chorégraphie : Jerzy Birczinski
Mention du Jury : Cathy Bois
- 1980

Suppression des catégories
1er Prix de chorégraphie : François Verret
2e Prix ex aequo de chorégraphie : Jean-Claude Gallotta, Gilberto Ruiz-Lang
3e Prix de chorégraphie : Kilina Cremona
Prix de l'Humour : Jean-Claude Gallotta
Prix Jeunesse et Enfance : Katia Cavagnac
Prix Ministère de la Culture ex aequo : François Verret, Katia Cavagnac
Mention du Jury pour son interprétation : Maria Rosas
- 1981

1er Prix de chorégraphie ex aequo : Joëlle Bouvier, Régis Obadia, Elinor Ambash
2e Prix de chorégraphie : Régine Chopinot
3e Prix de chorégraphie : Dominique Brun
Prix de l'Humour : Dominique Morel
Prix Jeunesse et Enfance ex aequo : Josianne Rivoire
Prix du Ministère de la Culture : Joëlle Bouvier, Régis Obadia, Elinor Ambash
Mention Spéciale : Josy Kramer
- 1982

1er Prix de chorégraphie : Josette Baïz
2e Prix de chorégraphie : Daniel Larrieu
3e Prix de chorégraphie : Denis Detournay, Santha Leng
Prix du Ministère de la Culture : josette Baiz
Prix du public : Josette Baïz
Prix de l'Humour :
- 1983

1er Prix de chorégraphie : Philippe Decouflé
2e Prix de chorégraphie : Patrick Roger
3e Prix de chorégraphie ex aequo : Manuelle Robert, Jean-Marc Matos
Prix du Ministère de la Culture ex aequo : François Verret, Patrick Roger
Prix de la Maison de la Culture 93 : Jackie Taffanel
- 1984

1er Prix de chorégraphie : Catherine Diverrès, Bernardo Montet
2e Prix de chorégraphie : Mark Tompkins
3e Prix de chorégraphie : Claude Brumachon
Prix du Ministère de la Culture : Catherine Diverrès, Bernardo Montet
Prix de la Maison de la Culture 93 : Claude Brumachon
- 1985

1er Prix de chorégraphie ex aequo : Donatella Capraro, Marcello Parizi, Pierre Doussaint, Isabelle Dubouloz
Prix du Ministère de la Culture : Mathilde Monnier, Alain Rigout, Angelin Preljocaj
- 1986  Rencontre chorégraphiques à Bagnolet

1er Prix de chorégraphie : Images Dance Company
Prix Innovation ex aequo : Saburo Teshigawara et Vorgänge.
- 1987 : suspendu
- 1988 : rencontres chorégraphiques internationales en Seine Saint Denis
- Àngels Margarit, Paco Dècina, Karin Vyncke, Claude Brumachon